# Александър Дамчевски
Александър Дамчевски е македонски футболист, защитник.

## Статистика по сезони[2]
| Сезон    | Отбор           | Първенство | Мачове | Голове |
| -------- | --------------- | ---------- | ------ | ------ |
| 2013/ес. | Криен           | Първа лига | 9      | 0      |
| 2014/пр. | Черноморец (Бс) | А група    | 14     | 0      |
| 2014/15  | НАК Бреда       | Ередивиси  | 0      | 0      |